# Kölner Bucht

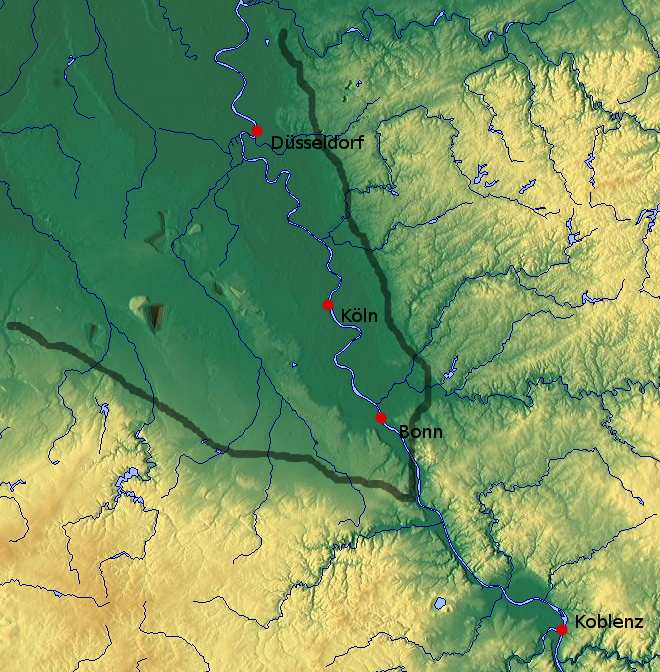
Ungefähre Lage der Kölner Bucht

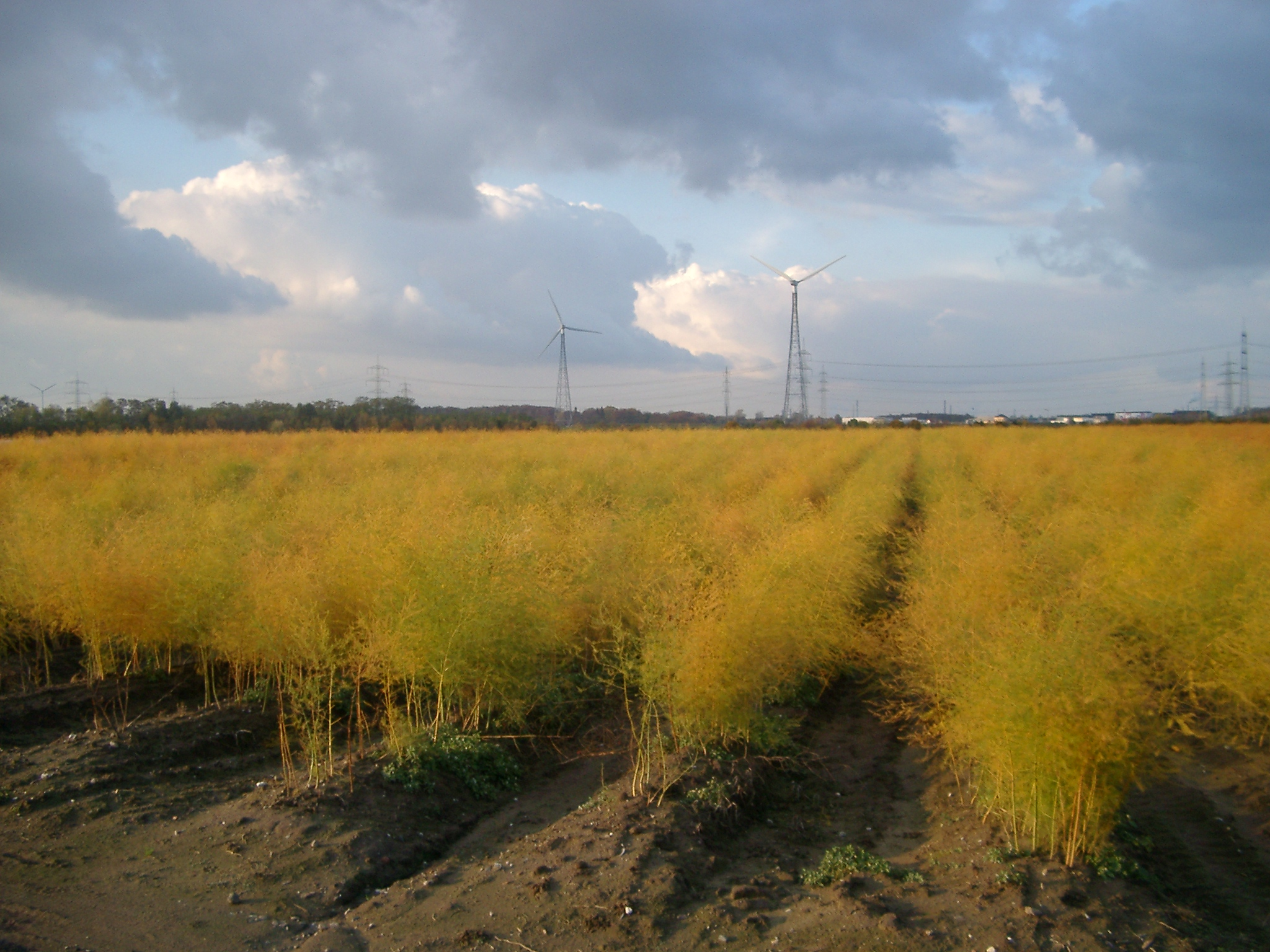
Spargelanbau bei Sechtem

Als Kölner Bucht (seltener auch Köln-Bonner Bucht oder Köln-Bonner Rheinebene) wird die Niederterrassen-Ebene des Rheins bezeichnet, die sich von Bonn im Südosten nordwestwärts über Köln bis unmittelbar vor Düsseldorf und Neuss zieht.
Sie befindet sich im Südwesten Nordrhein-Westfalens und bildet den zentralen Teil der Niederrheinischen Bucht, die sich von Nordwesten ins Rheinische Schiefergebirge einsenkt. Östlich und westlich der Kölner Bucht heben sich die angrenzenden Teillandschaften der Niederrheinischen Bucht in Terrassen stufenweise zum Süderbergland (im Osten) und zur Eifel (im Westen).
Gelegentlich wird der Begriff Kölner Bucht auch synonym zur gesamten Niederrheinischen Bucht oder der Agglomeration der Stadt Köln verwendet.

## Geographie

### Lage und Grenzen
Eingerahmt wird die Kölner Bucht durch die weiteren Landschaften der diese mit umfassenden Niederrheinischen Bucht. Besonders deutlich ist die Grenze auf der Westseite mit der sie begrenzenden Landschaft der Ville und deren Osthang, dem Vorgebirge. Auf der Ostseite steigt das Gelände der sie umgebenden Heideterrassen nicht so deutlich an, dafür ist der Wechsel zur Heide besonders auffallend.
Nach Nordwesten öffnet sich die Gesamtbucht entlang des Rheins und geht ins Niederrheinische Tiefland über, zu dem sich von Osten aus auch das Münsterländer Kreidebecken der Westfälischen Bucht absenkt. Weiter nordwestlich gehen allmählich die Täler von Rhein und Maas ineinander über.

### Naturräumliche Gliederung
Naturräumlich stellt die Kölner Bucht eine Haupteinheit (dreistellig) dar und gliedert sich wie folgt in Untereinheiten (Nachkommastellen):
- 55 (zu 55 Niederrheinische Bucht)

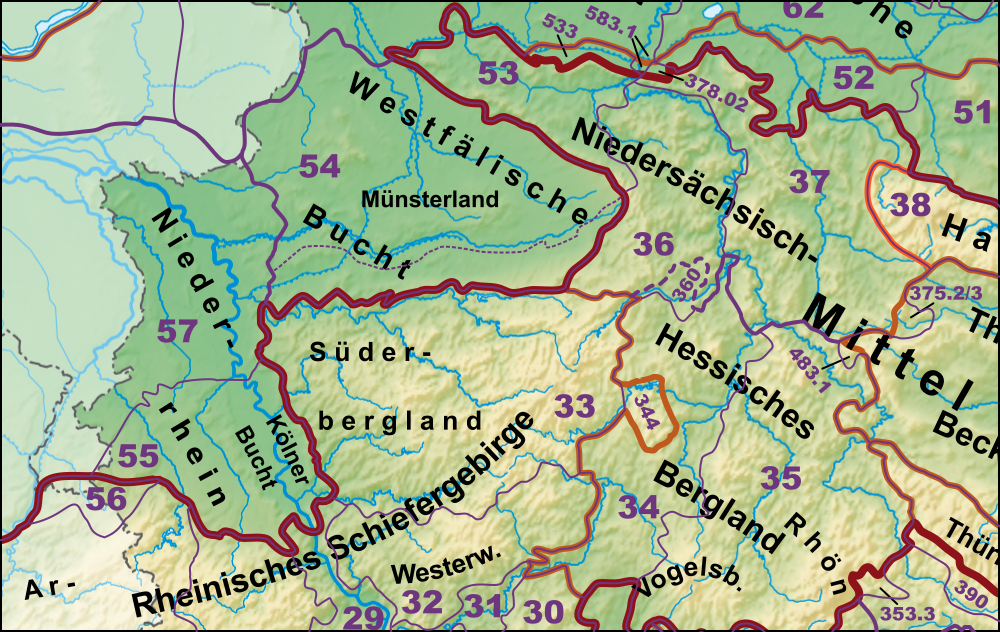
Die Niederrheinische Bucht (55) mit der Kölner Bucht (551) im Zentrum

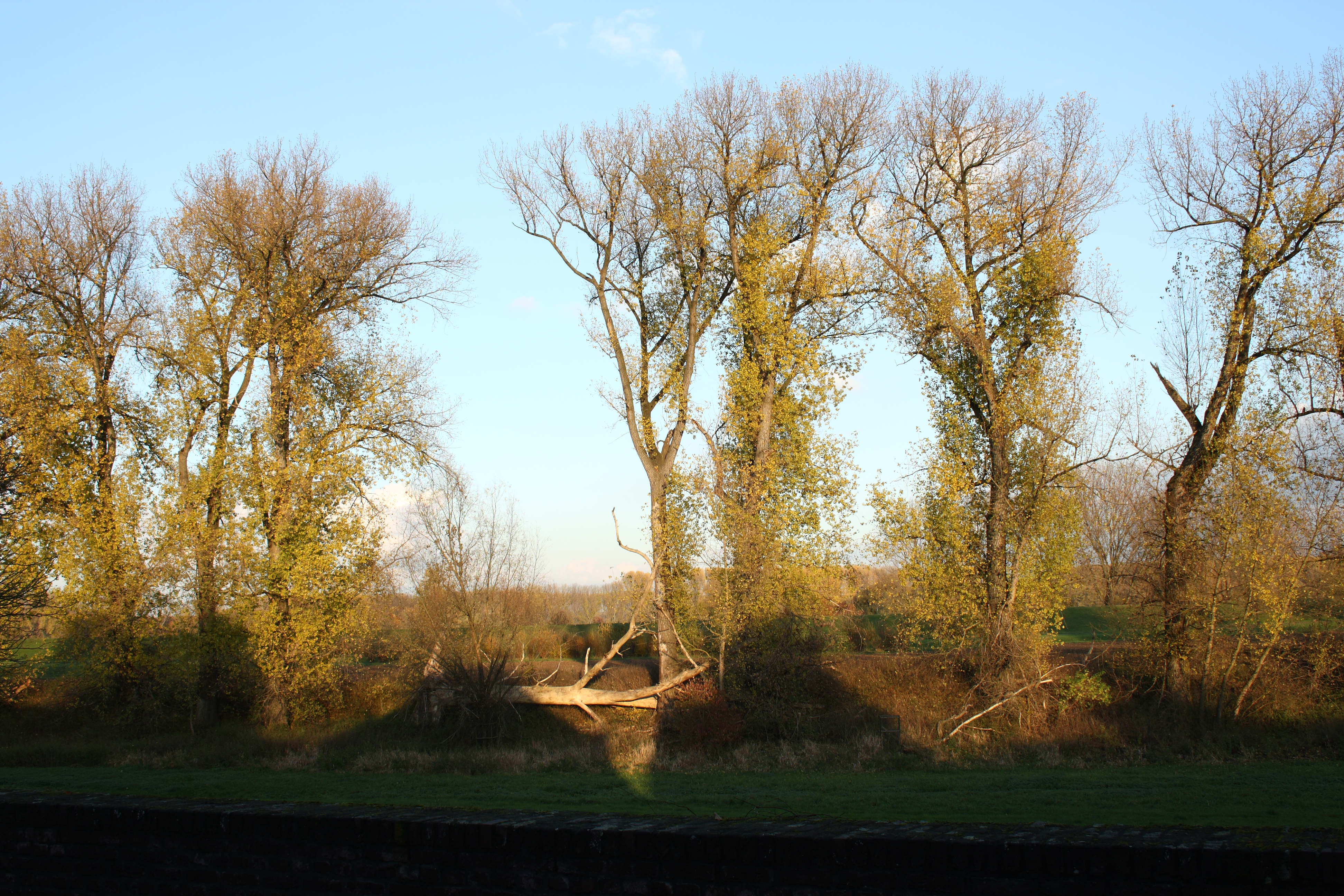
Dormagener Rheinaue bei Zons

  - 551 Kölner Bucht im engeren Sinne (Köln-Bonner Rheinebene und linksrheinische Mittelterrassenplatten)[4]
    - 551.0 Siegburger Bucht
      - 551.00 Menden-Hangelarer Terrassen
      - 551.01 Sieg-Agger-Niederung
        - Michaelsberg (Singularität)[5]
        - Wolsberge (Singularität)[5]

    - 551.1 Rechtsrheinische Niederterrassenebene (Rechtsrheinische Niederterrasse[6])
      - 551.10 Mülheimer Rheinebene (Mülheimer-Porzer Niederterrasse[6])
      - 551.11 Benrather Rheinebene
      - 551.12 Hildener Sandniederterrasse[7]

    - 551.2 Rheinaue
      - 551.20 Köln-Bonner Rheinaue
      - 551.21 Dormagener Rheinaue

    - 551.3 Linksrheinische Niederterrassenebene (Linksrheinische Niederterrasse[6])
      - 551.30 Südliche Kölner Rheinebene (Köln-Bonner Niederterrasse[6])
      - 551.31 Nördliche Kölner Rheinebene
      - 551.32 Mühlen- und Knechtstedener Busch

    - 551.4 Linksrheinische Mittelterrassenplatten (Linksrheinische Lössterrassenplatten[6])
      - 551.40 Brühler Lössplatte
      - 551.41 Brauweiler Lössplatte
      - 551.42 Rommerskirchener Lössplatte
      - 551.43 Allrath-Neukirchener Lehmplatte

    - 551.5 Godesberger Rheintaltrichter
      - Burgberg der Godesburg (Singularität)[8]

Die naturräumliche Hauptbezeichnung des Naturraums lautet Köln-Bonner Rheinebene (als Kurzfassung von Köln-Bonner Rheinterrassenebene) und geht auf einen Vorschlag des Geographen Kurt Kayser aus dem Jahre 1959 zurück, der den Terminus Bucht nur für die gesamte Niederrheinische Bucht für geeignet hielt.

## Kultur
Durch die Funktion des Rheins als Verkehrsträger seit alter Zeit ist die Bucht stark besiedelt und durch den Menschen geprägt. In jüngster Zeit nutzt diese Verkehrslage auch die Industrie insbesondere in den Randlagen der Agglomerationen.

## Klima
Als südlichster Ausläufer des Niederrheinischen Tieflandes zählt die Kölner Bucht, geschützt durch umliegende Gebirge, mit Jahresdurchschnittstemperaturen zwischen 10 und 11 °C zu den wärmsten Regionen Deutschlands.
Das maritime Klima wird vom Golfstrom über den Atlantik und durch die Nähe zur Nordsee beeinflusst. Milde Winter und gemäßigte Sommer entsprechen dieser Lage.
Wiederum kann es durch die Buchtlage zu Inversionswetterlagen kommen, bei denen kaum Luftaustausch auftritt und Schadstoff-Konzentrationen in der Luft ansteigen.

## Geologische Entwicklungsgeschichte
Vor ca. 30 Millionen Jahren sanken Teile des Rheinischen Schiefergebirges ab, und es bildete sich ein Niederungsgebiet, das der Rhein im Wechsel durch Schotter akkumulierte oder abtrug. Die Prägung der unmittelbaren Kölner Bucht, der Niederterrasse, erfolgte in der geologisch jüngsten Epoche.
Auf ihr sind oft noch ehemalige Flussläufe zu erkennen, zum Beispiel der Worringer Bruch. Das Ackerland wird geprägt durch den Wechsel von kiesigen Flächen mit durch Auenlehm fruchtbareren Strecken.